# Wallada bint al-Mustakfi
Wallada bint al-Mustakfi (Córdoba, 1001 – aldaar, 26 maart 1091) was een vrouwelijke dichter uit Al-Andalus.

## Biografie
Wallada bint al Mustakfi werd geboren als de dochter van kalief Mohammed III van Córdoba in de periode van het bewind van Almanzor. Na zijn dood werd het kalifaat betwist door verschillende kaliefen en in 1023 kwam de vader van Wallada aan de macht in de stad nadat hij zijn neef van de troon had gestoten. Hij maakte zich op zijn beurt ook niet populair en moest al na een jaar de wijk nemen uit de stad. Hierop erfde Wallada zijn huis en zijn fortuin.
Met behulp van haar fortuin stichtte ze in Córdoba een dichtschool voor vrouwen in haar vaders huis. Ze werd in haar dichten beïnvloed door oosterse dichters zoals Abu Nuwas. Wallada verscheen in het openbaar zonder haar sluier. Ze nam deel aan de dichtwedstrijden die in de stad werden georganiseerd en in deze periode leerde ze de dichter Ibn Zaydun kennen. Omstreeks 1031 kregen de twee een verhouding met elkaar. Het tweetal schreef diverse liefdesgedichten voor elkaar. Weldra bekoelde de relatie tussen Wallada en Ibn Zaydun. Hierover schreef ze naar hem:
Je weet dat ik de heldere, stralende maan van de hemel ben,
Maar tot mijn verdriet koos je in plaats daarvan voor een donkere en schaduwrijke planeet.
Na haar breuk met Ibn Zaydun kreeg ze een verhouding met de vizier Ibn Abdus. Ze trok bij hem in in het paleis van de viziers, maar ze zou nooit met hem trouwen. Wallada overleed in 1091, in het jaar dat de Almoraviden Córdoba veroverden.

## Monument
In 1971 werd er 900 jaar na de dood van Ibn Zaydun een monument in Córdoba opgericht ter ere van Ibn Zaydun en Wallada. 